# Mike Love
Michael Edward "Mike" Love, född 15 mars 1941 i Los Angeles, Kalifornien, är en amerikansk sångare och saxofonist i The Beach Boys. Love skrev texterna till och sjöng en del av gruppens största hits. Han är kusin till bröderna Brian, Dennis och Carl Wilson, och var en av de ursprungliga medlemmarna i The Beach Boys. Mike Loves mormor var dotter till immigranter från Målilla i Småland.

## Diskografi (urval)
Album
- Celebration (1977)
- Looking Back With Love (1981)
- Catch a Wave (1996)
- Salute NASCAR (med Bruce Johnston och David Marks) (1998)
- Summertime Cruisin (med Bruce Johnston) (2001)

Singlar
- Gettin' Hungry (med Brian Wilson) (1967)
- Looking Back With Love (1981)
- Runnin' Around The World (1981)
- Be My Baby (1982)
- Be True To Your Bud (med Dean Torrence) (1982)
- Da Doo Ron Ron (1982)
- Jingle Bell Rock (1983)
- Santa's Goin' To Kokomo (2006)
- Hungry Heart (2007)